# Aseptis luteocinerea
Aseptis luteocinerea là một loài bướm đêm trong họ Noctuidae.